# OK Go
OK Go ist eine amerikanische Rockband aus Chicago, die vorwiegend durch ihre Singles Get Over It, A Million Ways und Here It Goes Again und durch ihre kreativen Musikvideos bekannt wurde. Musikalisch beeinflusst wurden sie von Bands wie Cheap Trick, T. Rex und Queen. OK Go teilt sich das Management mit They Might Be Giants, mit denen sie auf Tour waren, bevor sie bei Capitol Records unterschrieben.
Die Band war außerdem die Hausband für das Radioprogramm This American Life auf der Tour zum fünften Geburtstag der Show. Ira Glass, der Moderator der Sendung, schrieb ihre erste offizielle Bio, wobei er sie „living catnip“ nannte und ihre Songs als „part indie rock, part stadium rock, part straight up pop with the occasional whiff of Weezer or The Cars or Elliott Smith“ beschrieb.

## Bandgeschichte
Die Gründungsmitglieder Sänger Damian Kulash, Bassist Tim Nordwind und der Gitarrist Andy Duncan kennen einander schon seit der Highschool. Kulash spielte in der Schulzeit in einer Band namens Load und war Gründer eines sehr kleinen Plattenlabels namens Level Records. Während des Studiums an der Brown University spielte er in mindestens drei Bands – A La Playa, Calixto Chinchilla und Square. In seinem letzten Jahr an der Universität gab er drei CDs heraus, eine davon, genannt Appendices, enthielt bereits eine ursprüngliche Version des Songs Bye Bye Baby, welcher sich später auf dem Debütalbum von OK Go wiederfand.
Während Kulash auf der Brown University war, studierten Duncan und Nordwind in Chicago. Dort gründeten die beiden zusammen mit dem Schlagzeuger Dan Konopka eine relativ bekannte Band namens Stanley’s Joyful Noise. Nach dem Ende seiner Studienzeit 1998 zog Kulash nach Chicago und wurde ebenfalls Mitglied von Stanley’s Joyful Noise. Die Gruppe benannte sich in OK Go um, und Kulash wurde nun Frontmann der gemeinsamen Band. Nach der Veröffentlichung des zweiten Albums Oh No und des schnell größer werdenden Erfolges entschloss sich Gitarrist Duncan wenige Wochen vor Beginn der ersten großen Tour, für die er längere Zeit unterwegs hätte sein müssen, die Band zu verlassen. So musste schnellstmöglich ein Ersatz gefunden werden, der innerhalb kurzer Zeit nicht nur sämtliche Songs im Repertoire, sondern auch noch die Tanzchoreographie lernen musste. Andy Ross (* 8. März 1978 in Worcester, Massachusetts) wurde aus über 30 Mitbewerbern ausgewählt und unterstützt seit 2005 die Band.

## Musikvideos
Das zweite Album der Band, Oh No, wurde im Herbst 2004 in Malmö aufgenommen und von Tore Johansson (The Cardigans, Franz Ferdinand) produziert und erschien im Herbst 2004. Das mit einem geringen Budget und in einem einzigen Stück aufgenommene Video zu A Million Ways zeigt die Band im Hinterhof ihres Sängers Kulash, wie sie einen von Kulashs Schwester Trish erdachten und choreografierten Tanz zeigen. Das Video, das mit einer von einem Freund geliehenen Kamera gedreht wurde, kostete nicht einmal zehn Dollar und wurde ohne das Wissen ihres Plattenlabels, Capitol Records, im Internet veröffentlicht. Seitdem ist dieser Tanz ihr Markenzeichen auf Konzerten geworden. Außerdem hat die Band diese Choreografie bereits mehrfach live im Fernsehen gezeigt, unter anderem in der britischen TV-Show Soccer AM. Am 31. Dezember 2005 wurde ein Live-Kurzauftritt über die großen Leinwände am New Yorker Times Square gezeigt.
Das Video zu A Million Ways ist allerdings nicht das erste seiner Art. Auf ihrer Homepage kann man sich auch das Ping Pong Instructional Video ansehen. Außerdem existieren verschiedene Kurzfilme zum Federal Truth In Music Project. Am 31. Juli 2006 hat die Band das Video zum Song Here It Goes Again veröffentlicht. Es besteht aus einer in einem Stück gefilmten, auf acht Laufbändern vorgeführten Tanzroutine.
In den erwähnten Videos bewegt Kulash, der eigentliche Sänger der Band, nicht die Lippen zum Text. Dieses wird stattdessen vom Bassisten Nordwind übernommen. Am 31. August 2006 bekamen OK Go die einmalige Chance, live bei den MTV Video Music Awards ihre Tanzroutine zu Here It Goes Again auf Laufbändern zu zeigen. Seit dem VMA-Auftritt stiegen die Verkäufe vom Album Oh No und der Single Here It Goes Again so weit an, dass sie am 5. September 2006 bereits Platz 11 für die Single und Platz 2 für das Album im iTunes Music Store erreichten. Am 7. November 2006 erschien ein limitiertes CD/DVD-Set, welches aus dem bereits erschienenen Oh No sowie einer Bonus-DVD besteht. Für Here It Goes Again wurden OK Go mit dem Grammy in der Kategorie Best Short Form Video ausgezeichnet. Zudem erscheint das Lied und ein Teil des Videos in gezeichneter Form in der Simpsons-Folge Szenen einer Ehe.
Für das Video zu The Writing’s On the Wall verwendet die Band das Prinzip der Anamorphose als durchgehendes Stil- und Spielmittel; wie die anderen Videos wurde auch dieses als One Shot gedreht.
Das Video zu This Too Shall Pass ist eine gigantische Rube-Goldberg-Maschine, die synchron zur Musik abläuft und stark an den Film Der Lauf der Dinge des Schweizer Künstlerduos Fischli/Weiss erinnert.
Im Video zu Upside Down & Inside Out nutzten sie die kurzzeitige Schwerelosigkeit bei Parabelflügen.
Das Video zu The One Moment wurde in lediglich 4,2 Sekunden abgedreht und für das Video in Zeitlupe wiedergegeben und so auf die Länge des Liedes gestreckt.

## Mediale Nutzung von Liedern
Die Single Don’t Ask Me wurde von EA Sports für das Computerspiel „MVP Baseball 2003“ als Soundtrack genutzt. Auch Do What You Want wurde, ebenfalls von EA, in den Videospielen Burnout Revenge und NHL 06 verwendet. Außerdem wird das Nintendo DS Spiel Guitar Hero: On Tour mit diesem Lied beworben und ist dort auch zu spielen.
Das Lied Here it goes again wurde unter anderem in der siebten Folge der 19. Staffel der Serie Die Simpsons sowie in Folge 1 der sechsten Staffel der Serie Scrubs und der Pilotfolge der Serie Las Vegas gespielt.
Don’t Ask Me erschien auf der Soundtrack-CD von Smallville. Der Titel You’re So Damn Hot erschien als Soundtrack bei O.C., California und Men in Trees. 2009 erschien Shooting the Moon auf der Soundtrack-CD von New Moon.

## Diskografie

### Alben und EPs
- 2000: Pink EP (EP)
- 2000: Brown EP (EP)
- 2002: OK Go
- 2005: Do What You Want (EP)
- 2005: Oh No
- 2006: Oh No Special Edition (inkl. Bonus-DVD)
- 2010: Of the Blue Colour of the Sky
- 2011: 180/365
- 2014: Hungry Ghosts

### Singles
- 2002: Get Over It
- 2003: Don’t Ask Me
- 2003: You’re So Damn Hot
- 2005: A Million Ways
- 2005: Do What You Want
- 2006: Oh Lately It’s So Quiet
- 2006: Invincible
- 2006: Here It Goes Again
- 2007: Do What You Want (Re-release inkl. neuem Wallpaper-Video)
- 2009: WTF?
- 2010: This Too Shall Pass
- 2010: End Love
- 2010: White Knuckles
- 2011: The Greatest Song I Ever Heard
- 2011: All Is Not Lost
- 2012: Needing/Getting
- 2012: Skyscrapers
- 2014: The Writing’s on the Wall
- 2014: I Won’t Let You Down
- 2021: This Will Be Our Year

### Kompilationen
- 2004: This Will Be Our Year aus der Future Soundtrack for America Compilation
- 2006: Letterbox aus der Hello Radio: A Tribute to They Might Be Giants Compilation
- 2006: This Will Be Our Year aus dem John Tucker Must Die Soundtrack
- 2006: Father Christmas aus dem Unaccompanied Minors Soundtrack

## Auszeichnungen
- 2006: YouTube Award in der Kategorie Most Creative für Here It Goes Again[8]
- 2007: Grammy in der Kategorie Short Form Music Video für Here It Goes Again[9]